# Phigalia sicanaria
Phigalia sicanaria är en fjärilsart som beskrevs av R.L. [reichenbach. Phigalia sicanaria ingår i släktet Phigalia och familjen mätare. Inga underarter finns listade i Catalogue of Life.